# Divisionen mit Buchstaben (Wehrmacht)
Die Divisionen mit Buchstaben der Wehrmacht waren deutsche Großverbände im Zweiten Weltkrieg, welche kurzzeitig aus Genesenen gebildet wurden und später in reguläre Divisionen überführt wurden.

## Division „A“
Die Division „A“ wurde am 19. Juni 1943 als bodenständige Division durch den Wehrkreis II in Groß Born aus Genesenen der im Februar 1943 in Südrussland aufgelösten 298. Infanterie-Division aufgestellt.
Am 7. Juli 1943 wurde die Division „A“ bereits wieder durch den Wehrkreis VIII in die 242. Infanterie-Division umbenannt.

## Division „B“
Die Division „B“ wurde am 19. Juni 1943 als bodenständige Division durch den Wehrkreis XVII in Döllersheim aus Genesenen der im Februar 1943 in Südrussland aufgelösten, dann aber wieder aufgestellten 387. Infanterie-Division aufgestellt.
Am 7. Juli 1943 wurde die Division „B“ bereits wieder in die 243. Infanterie-Division umbenannt.

## Division „C“
Die Division „C“ wurde am 19. Juni 1943 als bodenständige Division durch den Wehrkreis VI aus Genesenen der im Februar 1943 in Südrussland aufgelösten 385. Infanterie-Division befohlen. Die Aufstellung wurde aber nicht wirksam und der bestehende Arbeitsstab am 26. August 1943 aufgelöst.

## Division „D“
Die Division „D“ wurde am 19. Juni 1943 als bodenständige Division durch den Wehrkreis XI in Bergen aus Genesenen der im Februar 1943 in Südrussland größtenteils vernichteten 323. Infanterie-Division aufgestellt.
Am 7. Juli 1943 wurde die Division „D“ bereits wieder in die 245. Infanterie-Division umbenannt.

## Division „E“
Die Division „E“ wurde am 19. Juni 1943 als bodenständige Division durch den Wehrkreis I in Stablack aus Genesenen der im Februar 1943 bei der Heeresgruppe B eingesetzten 340. Infanterie-Division aufgestellt.
Am 8. September 1943 wurde die Division „E“ zur Aufstellung der 244. Infanterie-Division verwendet.